# Rashad Anderson
Rashad Shaheed Anderson (Lakeland, 9 novembre 1983) è un ex cestista statunitense.

## Caratteristiche tecniche
Potente guardia in grado di giocare anche come ala piccola, giocatore discontinuo anche all'interno della stessa partita.
Soprannominato The Dagger (il pugnale) per il micidiale tiro da fuori, sa rendersi utile anche a rimbalzo ed in difesa.

## Carriera
Si forma alla University of Connecticut chiudendo l'ultimo anno, il 2005-06, con 13 punti a partita ed il 40% nel tiro da tre punti.
Disputa la sua prima stagione da professionista, 2006-07, nell'A1 greca con l'Egaleo registrando 14,1 punti a gara con il 36% da tre punti in 26 partite.
Nel 2007-08 arriva in Italia contribuendo alla salvezza della TDShop.it Livorno in Legadue con una media di 19,9 punti (4º marcatore assoluto del campionato) e 5,1 rimbalzi a partita ed il 35,9% da tre punti.
Nel 2008-09 esordisce in Lega A con la Snaidero Udine.

## Palmarès
- Campione NCAA (2004)